# XAMPP
XAMPP é um pacote com os principais servidores de código aberto do mercado, incluindo FTP, banco de dados MySQL e Apache com suporte as linguagens PHP e Perl. De plataforma, software livre, que consiste principalmente na base de dados MySQL, o qual foi substituído pelo MariaDB (embora ainda seja utilizado MySQL em algumas versões), o servidor web Apache e os interpretadores para linguagens de script: PHP e Perl,além de um cliente FTP. O nome provem da abreviação de X (para qualquer dos diferentes sistemas operativos), Apache, MariaDB, PHP, Perl. É um método que torna extremamente fácil para os desenvolvedores a criar um servidor web local para fins de teste.
O programa está liberado sob a licença GNU e atua como um servidor web livre, fácil de usar e capaz de interpretar páginas dinâmicas. Atualmente XAMPP está disponível para Microsoft Windows, GNU/Linux, Solaris, e MacOS X.

## Características e Requerimentos
XAMPP somente requer um arquivo ZIP, RAR, ou exe a baixar e executar, com algumas pequenas configurações específicas ao sistema em alguns de seus componentes necessários para o funcionamento do servidor web. XAMPP é regularmente atualizado para incorporar as últimas versões de Apache/MySQL/PHP e Perl. Também são incluídos outros módulos como OpenSSL, e phpMyAdmin. Para instalar, o XAMPP necessita de uma pequena fração do tempo necessário para instalar e configurar programas separadamente.

## Aplicações
Oficialmente, os desenvolvedores do XAMPP só pretendiam usá-lo como uma ferramenta de desenvolvimento, para permitir aos programadores de websites e programadores testar seu trabalho em seus próprios computadores, sem necessitar acesso algum à Internet. Na prática atual, XAMPP é utilizado atualmente para servir sites web na WWW, e com algumas modificações é geralmente seguro para uso em servidor público. Uma ferramenta especial é incluída para proteger facilmente as partes mais importantes e sensíveis do pacote.
O XAMPP possui muitos aplicativos, dentre eles o Apache, MySQL, phpMyAdmin, FileZilla FTP Server e OpenSSL.